# Angol Los Confines Airport
Angol Los Confines Airport är en flygplats i Chile. Den ligger i provinsen Provincia de Malleco och regionen Región de la Araucanía, i den södra delen av landet, 500 km söder om huvudstaden Santiago de Chile. Angol Los Confines Airport ligger 81 meter över havet.
Terrängen runt Angol Los Confines Airport är kuperad västerut, men österut är den platt. Närmaste större samhälle är Angol, 2,5 km väster om Angol Los Confines Airport.
Trakten runt Angol Los Confines Airport består till största delen av jordbruksmark. Runt Angol Los Confines Airport är det ganska tätbefolkat, med 58 invånare per kvadratkilometer.